# Medaglie europee di nuoto sincronizzato
In questa pagina sono elencate tutte le medaglie dei campionati europei di nuoto sincronizzato, a partire dagli europei di Vienna 1974.

## Solo (programma libero)
| Edizione        | Oro                                      | Argento                          | Bronzo                               |
| --------------- | ---------------------------------------- | -------------------------------- | ------------------------------------ |
| Vienna 1974     | Jane Holland ( Regno Unito)              | Angelika Honsbeek ( Paesi Bassi) | Brigitte Serwonski ( Germania Ovest) |
| Jönköping 1977  | Jackie Cox ( Regno Unito)                | Marijke Engelen ( Paesi Bassi)   | Renate Baur ( Svizzera)              |
| Spalato 1981    | Carolyn Wilson ( Regno Unito)            | Alexandra Worisch ( Austria)     | Marijke Engelen ( Paesi Bassi)       |
| Roma 1983       | Carolyn Wilson ( Regno Unito)            | Muriel Hermine ( Francia)        | Gudrun Hänisch ( Germania Ovest)     |
| Sofia 1985      | Carolyn Wilson ( Regno Unito)            | Muriel Hermine ( Francia)        | Alexandra Worisch ( Austria)         |
| Strasburgo 1987 | Muriel Hermine ( Francia)                | Alexandra Worisch ( Austria)     | Karin Singer ( Svizzera)             |
| Bonn 1989       | Khristina Falasinidi ( Unione Sovietica) | Karine Schuler ( Francia)        | Karin Singer ( Svizzera)             |
| Atene 1991      | Ol'ga Sedakova ( Unione Sovietica)       | Khristina Falasinidi ( Grecia)   | Anne Capron ( Francia)               |
| Sheffield 1993  | Ol'ga Sedakova ( Russia)                 | Marianne Aeschbacher ( Francia)  | Kerry Shacklock ( Regno Unito)       |
| Vienna 1995     | Ol'ga Sedakova ( Russia)                 | Marianne Aeschbacher ( Francia)  | Khristina Falasinidi ( Grecia)       |
| Siviglia 1997   | Ol'ga Sedakova ( Russia)                 | Virginie Dedieu ( Francia)       | Giovanna Burlando ( Italia)          |
| Istanbul 1999   | Ol'ga Brusnikina ( Russia)               | Virginie Dedieu ( Francia)       | Giovanna Burlando ( Italia)          |
| Helsinki 2000   | Ol'ga Brusnikina ( Russia)               | Virginie Dedieu ( Francia)       | Gemma Mengual ( Spagna)              |
| Berlino 2002    | Virginie Dedieu ( Francia)               | Anastasija Davydova ( Russia)    | Gemma Mengual ( Spagna)              |
| Madrid 2004     | Virginie Dedieu ( Francia)               | Natal'ja Iščenko ( Russia)       | Gemma Mengual ( Spagna)              |
| Budapest 2006   | Natal'ja Iščenko ( Russia)               | Gemma Mengual ( Spagna)          | Nathalia Anthopoulou ( Grecia)       |
| Eindhoven 2008  | Gemma Mengual ( Spagna)                  | Natal'ja Iščenko ( Russia)       | Beatrice Adelizzi ( Italia)          |
| Budapest 2010   | Natal'ja Iščenko ( Russia)               | Andrea Fuentes ( Spagna)         | Lolita Ananasova ( Ucraina)          |
| Eindhoven 2012  | Natal'ja Iščenko ( Russia)               | Andrea Fuentes ( Spagna)         | Lolita Ananasova ( Ucraina)          |
| Berlino 2014    | Svetlana Romashina ( Russia)             | Ona Carbonell ( Spagna)          | Anna Vološyna ( Ucraina)             |
| Londra 2016     | Natal'ja Iščenko ( Russia)               | Anna Vološyna ( Ucraina)         | Linda Cerruti ( Italia)              |
| Glasgow 2018    | Svetlana Kolesničenko ( Russia)          | Linda Cerruti ( Italia)          | Yelyzaveta Yakhno ( Ucraina)         |
| Budapest 2020   | Varvara Subbotina ( Russia)              | Marta Fjedina ( Ucraina)         | Evangelia Platanioti ( Grecia)       |
| Roma 2022       | Marta Fjedina ( Ucraina)                 | Linda Cerruti ( Italia)          | Vasiliki Alexandri ( Austria)        |

- Atleta più premiata: Natal'ja Iščenko ( Russia)
- Nazione più premiata:  Russia (12  e 3 )

## Solo (programma tecnico)
| Edizione      | Oro                             | Argento                        | Bronzo                            |
| ------------- | ------------------------------- | ------------------------------ | --------------------------------- |
| Londra 2016   | Svetlana Romashina ( Russia)    | Anna Vološyna ( Ucraina)       | Linda Cerruti ( Italia)           |
| Glasgow 2018  | Svetlana Kolesničenko ( Russia) | Yelyzaveta Yakhno ( Ucraina)   | Linda Cerruti ( Italia)           |
| Budapest 2020 | Marta Fjedina ( Ucraina)        | Evangelia Platanioti ( Grecia) | Vasilina Chandoška ( Bielorussia) |
| Roma 2022     | Marta Fjedina ( Ucraina)        | Linda Cerruti ( Italia)        | Vasiliki Alexandri ( Austria)     |

- Atleta più premiato: Marta Fjedina ( Ucraina)
- Nazione più premiata:  Ucraina (2  2 )

## Duo (Programma libero)
| Edizione        | Oro                                               | Argento                                                | Bronzo                                                 |
| --------------- | ------------------------------------------------- | ------------------------------------------------------ | ------------------------------------------------------ |
| Vienna 1974     | Regno Unito Jane Holland e Jennifer Lane          | Germania Ovest Beate Mäckle e Brigitte Serwonski       | Paesi Bassi Helma Giuvers e Angelika Honsbeek          |
| Jönköping 1977  | Regno Unito Jackie Cox e Andrea Holland           | Paesi Bassi Marijke Engelen e Helma Giuvers            | Svizzera Renate Baur e Liselotte Meyer                 |
| Spalato 1981    | Regno Unito Caroline Holmyard e Carolyn Wilson    | Paesi Bassi Catrien Eijken e Marijke Engelen           | Austria Eva-Maria Edinger e Alexandra Worisch          |
| Roma 1983       | Regno Unito Amanda Dodd e Carolyn Wilson          | Germania Ovest Gudrun Hänisch e Gerlind Scheller       | Paesi Bassi Catrien Eijken e Marijke Engelen           |
| Sofia 1985      | Austria Eva-Maria Edinger e Alexandra Worisch     | Francia Pascale Besson e Muriel Hermine                | Regno Unito Amanda Dodd e Carolyn Wilson               |
| Strasburgo 1987 | Francia Muriel Hermine e Karine Schuler           | Svizzera Edith Boss e Karin Singer                     | Unione Sovietica Irina Čukova e Tat'jana Titova        |
| Bonn 1989       | Francia Marianne Aeschbacher e Karine Schuler     | Unione Sovietica Marija Čerjaeva e Elena Fročeskaja    | Svizzera Edith Boss e Karin Singer                     |
| Atene 1991      | Unione Sovietica Ol'ga Sedakova e Anna Kozlova    | Francia Anne Capron e Céline Leveque                   | Paesi Bassi Marjolijn Both e Tamara Zwart              |
| Sheffield 1993  | Russia Anna Kozlova e Ol'ga Sedakova              | Francia Marianne Aeschbacher e Céline Leveque          | Regno Unito Kerry Shacklock e Laila Vakil              |
| Vienna 1995     | Russia Elena Azarova e Marija Kiselëva            | Francia Marianne Aeschbacher e Myriam Lignot           | Italia Giovanna Burlando e Manuela Carnini             |
| Siviglia 1997   | Russia Ol'ga Brusnikina e Marija Kiselëva         | Francia Virginie Dedieu e Myriam Lignot                | Italia Giada Ballan e Serena Bianchi                   |
| Istanbul 1999   | Russia Ol'ga Brusnikina e Marija Kiselëva         | Francia Virginie Dedieu e Myriam Lignot                | Italia Giovanna Burlando e Maurizia Cecconi            |
| Helsinki 2000   | Russia Ol'ga Brusnikina e Marija Kiselëva         | Francia Virginie Dedieu e Myriam Lignot                | Spagna Gemma Mengual e Paola Tirados                   |
| Berlino 2002    | Russia Anastasija Davydova e Anastasija Ermakova  | Spagna Gemma Mengual e Paola Tirados                   | Francia Virginie Dedieu e Myriam Glez                  |
| Madrid 2004     | Russia Anastasija Davydova e Anastasija Ermakova  | Spagna Gemma Mengual e Paola Tirados                   | Francia Virginie Dedieu e Laure Thibaud                |
| Budapest 2006   | Russia Anastasija Davydova e Anastasija Ermakova  | Spagna Gemma Mengual e Paola Tirados                   | Grecia Eleftheria Ftouli e Evanthia Makrygianni        |
| Eindhoven 2008  | Spagna Gemma Mengual e Andrea Fuentes             | Italia Beatrice Adelizzi e Giulia Lapi                 | Ucraina Dar'ja Juško e Ksenija Sydorenko               |
| Budapest 2010   | Russia Natal'ja Iščenko e Svetlana Romašina       | Spagna Ona Carbonell e Andrea Fuentes                  | Ucraina Dar'ja Juško e Ksenija Sydorenko               |
| Eindhoven 2012  | Russia Natal'ja Iščenko e Svetlana Romašina       | Spagna Ona Carbonell e Andrea Fuentes                  | Ucraina Dar'ja Juško e Ksenija Sydorenko               |
| Berlino 2014    | Russia Daria Korobova e Svetlana Kolesnichenko    | Ucraina Lolita Ananasova e Anna Vološyna               | Spagna Ona Carbonell e Paula Klamburg                  |
| Londra 2016     | Russia Natal'ja Iščenko e Svetlana Romašina       | Ucraina Lolita Ananasova e Anna Vološyna               | Italia Linda Cerruti e Costanza Ferro                  |
| Glasgow 2018    | Russia Svetlana Kolesničenko e Varvara Subbotina  | Ucraina Anastasija Savčuk e Yelyzaveta Yakhno          | Italia Linda Cerruti e Costanza Ferro                  |
| Budapest 2020   | Russia Svetlana Kolesničenko e Svetlana Romašina  | Ucraina Anastasija Savčuk e Marta Fjedina              | Austria Anna-Maria Alexandri e Eirini-Marina Alexandri |
| Roma 2022       | Ucraina Maryna Aleksiyiva e Vladyslava Aleksiyiva | Austria Anna-Maria Alexandri e Eirini-Marina Alexandri | Italia Linda Cerruti e Costanza Ferro                  |

- Atleta più premiato: Marija Kiselëva e Svetlana Romašina ( Russia)
- Nazione più premiata:  Russia (14 )

## Duo (programma tecnico)
| Edizione      | Oro                                               | Argento                                                | Bronzo                                                 |
| ------------- | ------------------------------------------------- | ------------------------------------------------------ | ------------------------------------------------------ |
| Londra 2016   | Russia Natal'ja Iščenko e Svetlana Romašina       | Ucraina Lolita Ananasova e Anna Vološyna               | Italia Linda Cerruti e Costanza Ferro                  |
| Glasgow 2018  | Russia Svetlana Kolesničenko e Varvara Subbotina  | Ucraina Anastasija Savčuk e Yelyzaveta Yakhno          | Italia Linda Cerruti e Costanza Ferro                  |
| Budapest 2020 | Russia Svetlana Kolesničenko e Svetlana Romašina  | Ucraina Anastasija Savčuk e Marta Fjedina              | Austria Anna-Maria Alexandri e Eirini-Marina Alexandri |
| Roma 2022     | Ucraina Maryna Aleksiyiva e Vladyslava Aleksiyiva | Austria Anna-Maria Alexandri e Eirini-Marina Alexandri | Italia Linda Cerruti e Costanza Ferro                  |

- Atleta più premiato: Svetlana Romašina e Svetlana Kolesničenko ( Russia)
- Nazione più premiata:  Russia (3 )

## A squadre (programma libero)
| Edizione        | Oro              | Argento          | Bronzo         |
| --------------- | ---------------- | ---------------- | -------------- |
| Vienna 1974     | Regno Unito      | Germania Ovest   | Paesi Bassi    |
| Jönköping 1977  | Paesi Bassi      | Regno Unito      | Svizzera       |
| Spalato 1981    | Regno Unito      | Paesi Bassi      | Svizzera       |
| Roma 1983       | Regno Unito      | Paesi Bassi      | Germania Ovest |
| Sofia 1985      | Francia          | Regno Unito      | Paesi Bassi    |
| Strasburgo 1987 | Francia          | Unione Sovietica | Svizzera       |
| Bonn 1989       | Francia          | Unione Sovietica | Svizzera       |
| Atene 1991      | Unione Sovietica | Francia          | Italia         |
| Sheffield 1993  | Russia           | Francia          | Italia         |
| Vienna 1995     | Russia           | Francia          | Italia         |
| Siviglia 1997   | Russia           | Francia          | Italia         |
| Istanbul 1999   | Russia           | Francia          | Italia         |
| Helsinki 2000   | Russia           | Italia           | Francia        |
| Berlino 2002    | Russia           | Spagna           | Italia         |
| Madrid 2004     | Russia           | Spagna           | Italia         |
| Budapest 2006   | Russia           | Spagna           | Italia         |
| Eindhoven 2008  | Spagna           | Italia           | Ucraina        |
| Budapest 2010   | Russia           | Spagna           | Ucraina        |
| Eindhoven 2012  | Spagna           | Ucraina          | Italia         |
| Berlino 2014    | Russia           | Ucraina          | Spagna         |
| Londra 2016     | Russia           | Ucraina          | Italia         |
| Glasgow 2018    | Russia           | Ucraina          | Italia         |
| Budapest 2020   | Ucraina          | Spagna           | Israele        |
| Roma 2022       | Ucraina          | Italia           | Francia        |

- Nazione più premiata:  Russia

## A squadre (programma tecnico)
| Edizione      | Oro     | Argento | Bronzo  |
| ------------- | ------- | ------- | ------- |
| Londra 2016   | Russia  | Ucraina | Italia  |
| Glasgow 2018  | Russia  | Ucraina | Italia  |
| Budapest 2020 | Russia  | Ucraina | Spagna  |
| Roma 2022     | Ucraina | Italia  | Francia |

- Nazione più premiata:  Russia

## Combinato a squadre (Free Routine Combination)
| Edizione       | Oro     | Argento | Bronzo      |
| -------------- | ------- | ------- | ----------- |
| Madrid 2004    | Spagna  | Italia  | Grecia      |
| Budapest 2006  | Russia  | Spagna  | Italia      |
| Eindhoven 2008 | Spagna  | Italia  | Ucraina     |
| Budapest 2010  | Russia  | Spagna  | Ucraina     |
| Eindhoven 2012 | Spagna  | Ucraina | Italia      |
| Berlino 2014   | Ucraina | Spagna  | Italia      |
| Londra 2016    | Russia  | Ucraina | Italia      |
| Glasgow 2018   | Ucraina | Italia  | Spagna      |
| Budapest 2020  | Ucraina | Grecia  | Bielorussia |
| Roma 2022      | Ucraina | Italia  | Grecia      |

- Nazione più premiata:  Spagna

## Highlights
| Edizione      | Oro     | Argento     | Bronzo   |
| ------------- | ------- | ----------- | -------- |
| Budapest 2020 | Ucraina | Bielorussia | Ungheria |
| Roma 2022     | Ucraina | Italia      | Francia  |

- Nazione più premiata:  Ucraina

## Duo misto (programma libero)
| Edizione      | Oro                                             | Argento                                        | Bronzo                                         |
| ------------- | ----------------------------------------------- | ---------------------------------------------- | ---------------------------------------------- |
| Londra 2016   | Russia Aleksandr Mal'cev e Michaėla Kalanča     | Italia Giorgio Minisini e Mariangela Perrupato | Spagna Pau Ribes e Berta Ferreras              |
| Glasgow 2018  | Russia Aleksandr Mal'cev e Majja Gurbanberdieva | Italia Giorgio Minisini e Manila Flamini       | Spagna Pau Ribes e Berta Ferreras              |
| Budapest 2020 | Russia Olesya Platonova e Aleksandr Mal'cev     | Spagna Emma García e Pau Ribes                 | Italia Isotta Sportelli e Nicolò Ogliari       |
| Roma 2022     | Italia Giorgio Minisini e Lucrezia Ruggiero     | Spagna Emma García e Pau Ribes                 | Slovacchia Jozef Solymosy e Silvia Solymosyová |

- Atleta più premiato: Aleksandr Mal'cev ( Russia)
- Nazione più premiata:  Russia (3 )

## Duo misto (programma tecnico)
| Edizione      | Oro                                             | Argento                                  | Bronzo                                         |
| ------------- | ----------------------------------------------- | ---------------------------------------- | ---------------------------------------------- |
| Londra 2016   | Russia Aleksandr Mal'cev e Michaėla Kalanča     | Italia Giorgio Minisini e Manila Flamini | Spagna Pau Ribes e Berta Ferreras              |
| Glasgow 2018  | Russia Aleksandr Mal'cev e Majja Gurbanberdieva | Italia Giorgio Minisini e Manila Flamini | Spagna Pau Ribes e Berta Ferreras              |
| Budapest 2020 | Russia Majja Gurbanberdieva e Aleksandr Mal'cev | Spagna Emma García e Pau Ribes           | Italia Isotta Sportelli e Nicolò Ogliari       |
| Roma 2022     | Italia Giorgio Minisini e Lucrezia Ruggiero     | Spagna Emma García e Pau Ribes           | Slovacchia Jozef Solymosy e Silvia Solymosyová |

- Atleta più premiato: Aleksandr Mal'cev ( Russia)
- Nazione più premiata:  Russia (3 )

## Singolo maschile (programma libero)
| Edizione  | Oro                        | Argento                         | Bronzo                          |
| --------- | -------------------------- | ------------------------------- | ------------------------------- |
| Roma 2022 | Giorgio Minisini ( Italia) | Fernando Diaz Del Rio ( Spagna) | Quentin Rakotomalala ( Francia) |

- Atleta più premiato: Giorgio Minisini ( Italia)
- Nazione più premiata:  Italia (1 )

## Singolo maschile (programma tecnico)
| Edizione  | Oro                        | Argento                         | Bronzo                    |
| --------- | -------------------------- | ------------------------------- | ------------------------- |
| Roma 2022 | Giorgio Minisini ( Italia) | Fernando Diaz Del Rio ( Spagna) | Ivan Martinović ( Serbia) |

- Atleta più premiato: Giorgio Minisini ( Italia)
- Nazione più premiata:  Italia (1 )